# 315. п. н. е.

## Догађаји
- Антигон улази у Вавилон.